# Perseustyp
Perseustyp var ett svenskt experimentfartyg för större torpedbåtar.

## Historik
Perseus byggdes som ett försöksfartyg då man ville ha ett större och uthålligare fartyg än tidigare motortorpedbåtar som kunde samoperera med kryssare och jagare utomskärs. Fartyget projekterades vid Marinförvaltningen åren 1945–1950. Det beställdes hos Götaverken, som lät Karlskronavarvet bygga själva skrovet. En projekterad dubbelverkande dieselmotor av Götaverkens konstruktion kunde dock inte levereras, när fartyget sjösattes 1950, varför fartyget kom att utrustas med en tysk motorkonstruktion.
Erfarenheterna från Perseus användes därefter för Plejad-klassen, som beställdes 1954.
Perseus utrangerades 1967.

## Allmän beskrivning
Torpedbåt typ Peseus är en deplacerande fartygstyp. Skrovet är i likhet med äldre torpedbåtar mycket smalt.

## Data

### Huvuddimensioner
- Deplacement 145 ton
- Längd över allt 48 m
- Längd i konstruktionsvattenlinjen 45,2 m
- Bredd, största 5,8 m
- Djupgående, akter 1,6 m

### Framdrivningsmaskineri
Det var meningen att Perseus skulle utrustad med tre svenskbyggda dieselmotorer. Utvecklingen av en torpedbåtsmotor motor beställdes av Marinförvaltningen hos Götaverken AB redan år 1944. Det var frågan om en 10-cylindrig, stående motkolvsmotor och gick under projektnamnet ”TOP” (Turbocharged Opposed Piston) och beräknades lämna 3 000 hk vid 975 RPM. Vikten var 8 500 kg.
Utvecklingen drog dock ut på tiden, varför hösten 1948 kontakt togs med den tyska firman Daimler Benz AG, som under andra världskriget levererat motorer till tyska marinens torpedbåtar. Produktionen låg visserligen nere men det skulle vara möjligt att iordningställa tre befintliga motorer typ MB 511. Detta var en 20-cylindrig V-motor  med en effekt på 2 500 hk vid 1 630 RPM och med en vikt på endast 4 800 kg. Efter förhandlingar med de allierades Kontrollkommission erhölls exporttillstånd, så att fartyget kunde förses med motorer till dess leverans våren 1951, även om effekten därmed blev lägre än den avsedda.  
På grund av torsionssvängningar i den mycket långa propelleraxeln för mittmotorn drabbades denna efter en tid av vevaxelbrott. Daimler-Benz motorproduktion hade ny kommit igång, varför man som ersättning kunde erbjuda den modernare motortypen MB 518, vilken var försedd med torsionssvängningsdämpare och i provbänk körts upp till 3 000 hk. För Perseus behölls dock effekten på 2 500 hk. 
Våren 1953 installerades den första Götaverksmotorn i Peseus. Efter ett års drift föreslog dock Götaverken ett antal förändringar av konstruktionen syftande till en effektökning till 3500 hp. Dessa genomförses i provbänk men resultatet motsvarade inte förväntningarna och projektet avvecklades 1957.
Under åren 1963–1965 användes Perseus för prov med en gasturbin på mittaxeln av typ Bristol Proteus på 4 000 hk. Denna turbin (senare övertagen av Rolls-Royce) installerades på Spica-klassen.

### Bestyckningen
- 4 x 53 cm torpedtuber
- 2 x 40 mm lvakan m/36
- Minräls

### Besättning
Besättningen uppgick till 33 man